# Francesco Vanneschi
Francesco Vanneschi, mort en 1759, est un librettiste italien, actif à Londres de 1741 à sa mort.
Il a fait les livrets de :
- Scipione in Cartagine, un opera seria en 3 actes, représenté pour la première fois à Londres, au King’s Theatre, le 2 mars 1742[2] ;
- Enrico (1742), un opera seria en 3 actes, représenté pour la première fois à Londres, au King’s Theatre, le 1er janvier 1743[2].

## Biographie
Vanneschi est librettiste à Florence en 1732, et déménage à Londres à une date inconnue. Il y est actif à partir de 1741.